# Кредитен консултант
Кредитен консултант представлява юридическо лице, което предоставя консултантски услуги за кредитните продукти на различни банкови и небанкови институции. Това е информационна услуга, насочена към намиране на оптимален кредитен продукт според индивидуалните критерии на даден кредитоискател.

## История
Преди 2006 година консултантски сектор на банкови продукти в България на практика не съществува. Като следствие от бума в строителния сектор, генериращ голяма част от брутния вътрешен продукт на българската икономика, се образува голямо търсене на кредитни продукти с ипотечно обезпечение. Много кредитни институции предлагат такива продукти, но техните условия не винаги са достатъчно ясни и очевидни за крайните клиенти. Това поражда нуждата от опосредстване на тези услуги и води до създаването на сектора на кредитните консултантски услуги.

## Перспективи
Очаква се броят кредити, преминали през кредитни брокери да достигне 60-70% от всички отпуснати. Допълнително се очаква различните видове банкови продукти, които преминават през брокери, също да се разшири. Това означава, че брокери ще предлагат депозити, кредитни карти, различни видове револвиращи кредити. Прогнози сочат, че е възможно брокери да заместят по-малките периферни банкови клонове. Напоследък се наблюдава навлизане на британски и германски брокерско-консултантски фирми на българския кредитен пазар. Чрез тях е възможно да се вземе кредит от чужбина с изключително ниска лихва: 1.00 – 1,50%.